# Нордбюрен
Нордбюрен (нід. Noordburen) — селище в нідерландській провінції Північна Голландія. Входить до муніципалітету Голландс-Крон.
Нордбурен не є статистичною одиницею, і поштове відомство віднесло його до Іпполітушоеф. Нордбурен має топонімічні знаки і складається з кількох будинків.